# Kandikere, Chiknayakanhalli
Kandikere là một làng thuộc tehsil Chiknayakanhalli, huyện Tumkur, bang Karnataka, Ấn Độ.